# Lung-nan
Lung-nan (čínsky pchin-jinem Lǒngnán, znaky zjednodušené 陇南, tradiční 隴南) je městská prefektura v provincii Kan-su v Čínské lidové republice. Má rozlohu 27 923 čtverečních kilometrů a v roce 2010 měla přes dva a půl milionu obyvatel.

## Poloha
Lung-nan leží na jihovýchodním konci provincii Kan-su. V rámci Kan-su hraničí na západě s Paj-jinem, na severozápadě s Ting-si a na severu s Tchien-šuejem. Na východě hraničí s provincií Šen-si a na jihu s provincií S’-čchuan.

## Administrativní členění
Městská prefektura Lung-nan se člení na devět celků okresní úrovně, a sice jeden městský obvod a osm okresů.
| městský obvod · Wu-tu okres · Čcheng okres · Wen okres · Tchan-čchang okres · Kchang okres · Si-che okres · Li okres · Chuej okres · Liang-tang |        |                       |                    |                                  |
| Název | Název  | Počet obyvatel (2020) | Rozloha km² (2020) | Hustota zalidnění (obyv. na km²) |
| český přepis | znaky  | Počet obyvatel (2020) | Rozloha km² (2020) | Hustota zalidnění (obyv. na km²) |
| Městský obvod |        |                       |                    |                                  |
| Wu-tu | 武都区 | 546 616               | 4 649              | 118                              |
| Okresy |        |                       |                    |                                  |
| Čcheng | 成县   | 241 587               | 1 680              | 144                              |
| Wen | 文县   | 196 906               | 5 012              | 39                               |
| Tchan-čchang | 宕昌县 | 254 944               | 3 314              | 77                               |
| Kchang | 康县   | 162 418               | 2 979              | 55                               |
| Si-che | 西和县 | 351 069               | 1 859              | 189                              |
| Li | 礼县   | 424 135               | 4 265              | 99                               |
| Chuej | 徽县   | 189 888               | 2 710              | 70                               |
| Liang-tang | 两当县 | 39 709                | 1 424              | 28                               |
| |        |                       |                    |                                  |
| Celkem | Celkem | 2 407 272             | 27 890             | 86                               |